# Prosthechea pringlei
Prosthechea pringlei är en orkidéart som först beskrevs av Robert Allen Rolfe, och fick sitt nu gällande namn av Wesley Ervin Higgins. Prosthechea pringlei ingår i släktet Prosthechea och familjen orkidéer. Inga underarter finns listade i Catalogue of Life.